# Воришки (фильм)
«Воришки» (англ. The Borrowers) — британский художественный фильм 1997 года, поставленный режиссёром Питером Хьюиттом по мотивам детского романа Мэри Нортон «Заёмщики». В 1998 году был номинирован на звание «Лучшего фильма Великобритании» по версии BAFTA, но проиграл фильму Гэри Олдмена «Не глотать».

## Сюжет
В начале фильма нам показывают юного Пита Лендера, настраивающего ловушки по всему дому. Его родители просят объяснить им, зачем он это делает, на что Пит отвечает, что он пытается поймать что-то, что крадёт разные маленькие вещи. Тем временем, родители Пита идут на встречу с Оушиусом П. Поттером, грузным юристом, для разговора об их доме, который принадлежал усопшей бабушке Пита, обещавшей завещать его им. Поттер заявляет, что бабушка не успела написать завещание, поэтому дом отходит банку (которым он управляет), а семье придётся выехать — он намерен снести дом для постройки квартирного комплекса.
Ариэтти, старший ребёнок семьи Клок — маленьких человечков, называемых «Воришки», живущих в доме Лендеров скрытно от «челов» (так они называют людей) — во время рискованной вылазки из убежища попадается Питу. От него она узнаёт, что их общий дом будет уничтожен и ничего нельзя с этим сделать. К несчастью, её семья отказывается поверить Питу, одному из «челов».
Но на самом деле, завещание было спрятано в доме Лендеров, и Поттер об этом знает.

## В ролях
| Актёр           | Роль                                   |
| --------------- | -------------------------------------- |
| Джим Бродбент   | Под Клок                               |
| Селия Имри      | Хомили Клок                            |
| Флора Ньюбиджин | Ариэтти Клок                           |
| Том Фелтон      | Пигрин Клок                            |
| Рэймонд Пикард  | Спад Спиллер                           |
| Джон Гудмен     | Оушиус П. Поттер                       |
| Брэдли Пирс     | Пит Лендер                             |
| Марк Уильямс    | Истребитель грызунов и насекомых Джефф |
| Хью Лори        | Полицейский Стеди                      |
| Эйден Джиллетт  | Джо Лендер                             |
| Дун Маккихен    | Виктория Лендер                        |

## Оценки
На сайте-агрегаторе Rotten Tomatoes фильм получил рейтинг одобрения 75 % на основе 28 обзоров кинокритиков, сошедшихся во мнении, что фильм возбуждающий и изобретательный и представляет собой «восхитительно одухотворённое детское приключение».
Роджер Эберт высоко оценил фильм, поставив ему три звезды и назвав «чарующим, причудливым семейным приключением».